# خیار دریایی یوزپلنگی
خیار دریایی یوزپلنگی (نام علمی: Bohadschia argus) نام یک گونه از سرده خیار دریایی چرمی است.